# محمد کریمی
سید محمد کریمی (زادهٔ ۳۱ خرداد ۱۳۷۵ در ساری) بازیکن فوتبال اهل ایران است که در پست هافبک میانی برای باشگاه فوتبال سپاهان در لیگ برتر خلیج فارس به عنوان کاپیتان این تیم بازی می‌کند.

## آمار باشگاهی
تا تاریخ ۲۵ اردیبهشت ۱۴۰۴
| باشگاه             | دسته               | فصل                | لیگ  | لیگ | جام حذفی | جام حذفی | آسیا | آسیا | سوپر جام | سوپر جام | مجموع | مجموع |
| باشگاه             | دسته               | فصل                | بازی | گل  | بازی     | گل       | بازی | گل   | بازی     | گل       | بازی  | گل    |
| ------------------ | ------------------ | ------------------ | ---- | --- | -------- | -------- | ---- | ---- | -------- | -------- | ----- | ----- |
| خونه به خونه       | لیگ آزادگان        | ۲۰۱۷–۲۰۱۸          | ۶    | ۰   | ۲        | ۰        | –    | –    | –        | –        | ۸     | ۰     |
| مجموع خونه به خونه | مجموع خونه به خونه | مجموع خونه به خونه | ۶    | ۰   | ۲        | ۰        | –    | –    | –        | –        | ۸     | ۰     |
| سپاهان             | لیگ برتر           | ۲۰۱۸–۲۰۱۹          | ۲۳   | ۰   | ۳        | ۰        | –    | –    | –        | –        | ۲۶    | ۰     |
| سپاهان             | لیگ برتر           | ۲۰۱۹–۲۰۲۰          | ۱۵   | ۲   | ۱        | ۰        | ۴    | ۰    | –        | –        | ۲۰    | ۲     |
| سپاهان             | لیگ برتر           | ۲۰۲۰–۲۰۲۱          | ۲۷   | ۰   | ۳        | ۰        | –    | –    | –        | –        | ۳۰    | ۰     |
| سپاهان             | لیگ برتر           | ۲۰۲۱–۲۰۲۲          | ۲۷   | ۱   | ۲        | ۰        | ۵    | ۰    | –        | –        | ۳۴    | ۱     |
| سپاهان             | لیگ برتر           | ۲۰۲۲–۲۰۲۳          | ۲۳   | ۱   | ۱        | ۰        | –    | –    | –        | –        | ۲۴    | ۱     |
| سپاهان             | لیگ برتر           | ۲۰۲۳–۲۰۲۴          | ۲۳   | ۰   | ۴        | ۰        | ۶    | ۰    | –        | –        | ۳۳    | ۰     |
| سپاهان             | لیگ برتر           | ۲۰۲۴–۲۰۲۵          | ۲۶   | ۵   | ۳        | ۰        | ۷    | ۱    | ۱        | ۰        | ۳۷    | ۶     |
| مجموع سپاهان       | مجموع سپاهان       | مجموع سپاهان       | ۱۶۴  | ۹   | ۱۷       | ۰        | ۲۲   | ۱    | ۱        | ۰        | ۲۰۴   | ۱۰    |
| مجموع آمار         | مجموع آمار         | مجموع آمار         | ۱۷۰  | ۹   | ۱۹       | ۰        | ۲۲   | ۱    | ۱        | ۰        | ۲۱۲   | ۱۰    |

## آمار ملی

### بازی‌های ملی
تا تاریخ ۵ ژوئن ۲۰۲۵
| ایران | ایران | ایران |
| سال   | بازی  | گل    |
| ----- | ----- | ----- |
| ۲۰۲۳  | ۳     | ۰     |
| ۲۰۲۴  | ۴     | ۰     |
| ۲۰۲۵  | ۳     | ۰     |
| مجموع | ۱۰    | ۰     |

## افتخارات

### باشگاهی

#### خونه به خونه
- جام حذفی فوتبال ایران
  - نایب‌قهرمان (۱): ۱۳۹۷–۱۳۹۶

#### سپاهان
- جام حذفی فوتبال ایران
  - قهرمان (۱): ۱۴۰۳–۱۴۰۲
- لیگ برتر خلیج فارس
  - نایب‌قهرمان (۴): ۱۳۹۸–۱۳۹۷، ۱۴۰۰–۱۳۹۹، ۱۴۰۲–۱۴۰۱، ۰۴–۱۴۰۳
- سوپر جام فوتبال ایران
  - قهرمان (۱): سوپر جام فوتبال ایران ۱۴۰۳

#### ایران
- مسابقات قهرمانی فوتبال آسیای مرکزی
  - قهرمان (۱): ۲۰۲۳

### فردی

#### سپاهان
- لیگ برتر خلیج فارس
  - بهترین پاسور فصل (۱): ۱۳۹۸–۱۳۹۷ (۸ پاس‌گل)[۱]